# Ptyelus goudoti
Ptyelus goudoti is een halfvleugelig insect uit de familie Aphrophoridae. De wetenschappelijke naam van deze soort is voor het eerst geldig gepubliceerd in 1833 door Bennett.